# Mansat-la-Courrière
Mansat-la-Courrière é uma comuna francesa na região administrativa da Nova Aquitânia, no departamento de Creuse. Estende-se por uma área de 9,42 km². Em 2010 a comuna tinha 77 habitantes (densidade: 8,2 hab./km²).